# Михайловский, Дмитрий Лаврентьевич
Дмитрий Лаврентьевич Михайловский (1828—1905) — поэт, переводчик.

## Биография
Из духовного звания, сын обер-священника Отдельного Кавказского корпуса. Родился в Петербурге в 1828 году. Учился в Тифлисской гимназии. Окончил юридический факультет Императорского Санкт-Петербургского университета. Вернулся на Кавказ, где служил в канцелярии наместника края (1848—1856).
Независимо от служебной деятельности развивалось литературное творчество Михайловского. Дебютировал переводом поэмы Дж. Байрона «Мазепа», опубликованной по настоянию Н. А. Некрасова. Н. Г. Чернышевский привлёк Михайловского к подготовке «Исторической библиотеки», издаваемой при «Современнике», поручив перевод сочинения Ф. К. Шлоссера «История восемнадцатого столетия и девятнадцатого … с особенно подробным изложением хода литературы» и одного из томов «Истории земледельческого сословия во Франции» Ж. Э. Боннемера. В переводе Михайловского был опубликован также автобиографический роман итальянского революционера Дж. Руффини «Записки Лоренцо Бенони» (1861) о борьбе молодёжи против деспотической монархии, вызвавший цензурные преследования. Высшие достижения Михайловского-переводчика, например, «Песнь о Гайавате» Лонгфелло, отличают смысловая точность и тщательная передача ритмического своеобразия материала.